# Ruinele hanului medieval din Ruginoasa
Ruinele hanului medieval din Ruginoasa sunt un monument istoric ce datează din secolul al XVIII–lea, situate în localitatea Ruginoasa, în apropiere de DN 28A Târgu Frumos – Pașcani.